# Soczi (stacja kolejowa)
Soczi – stacja kolejowa w Soczi, w Kraju Krasnodarskim, w Rosji. Znajdują się tu 3 perony.